# Gabriel Popescu
Gabriel Popescu (sinh ngày 25 tháng 12 năm 1973) là một cựu cầu thủ bóng đá người România.

## Thống kê sự nghiệp
| Đội tuyển bóng đá România | Đội tuyển bóng đá România | Đội tuyển bóng đá România |
| Năm                       | Trận                      | Bàn                       |
| ------------------------- | ------------------------- | ------------------------- |
| 1996                      | 3                         | 0                         |
| 1997                      | 4                         | 1                         |
| 1998                      | 7                         | 0                         |
| Tổng cộng                 | 14                        | 1                         |